# Petran
Petran è una frazione del comune di Përmet in Albania (prefettura di Argirocastro).
Fino alla riforma amministrativa del 2015 era comune autonomo, dopo la riforma è stato accorpato, insieme agli ex-comuni di Çarshovë, Frashër, Përmet e Qendër Piskovë a costituire la municipalità di Përmet.

## Località
Il comune era formato dall'insieme delle seguenti località:
- Petran
- Leshnice
- Leus
- Lipe
- Qilarishte
- Badilonje
- Benje-Novosele
- Delvine
- Bodar
- Kaludh
- Lupcke
- Gjinakar
- Ogdunan
- Lipivan-Trabozishte
- Tremish